# Bidare Raja Kaval, Gubbi
Bidare Raja Kaval là một làng thuộc tehsil Gubbi, huyện Tumkur, bang Karnataka, Ấn Độ.